# Palorchestidae
Die Palorchestidae sind eine Familie der australisch-neuguineischer Megafauna innerhalb der Vombatiformes. Tiere, die dieser Familie angehören, existierten vom späten Oligozän bis zum späten Pleistozän und gehörten zu den auffälligsten Beutelsäugern der Erdgeschichte.

## Merkmale
Die Palorchestidae, die Beuteltapire, gehören zu den auffälligsten Tieren der australischen Megafauna. Sie besaßen lange Vorderbeine, kurze Hinterbeine, eine lange Schnauze, die vermutlich einen Rüssel ähnlich dem rezenten Tapir besaß, einen wombatähnlichen Unterkiefer, eine wahrscheinlich lange Zunge und hochkronige Molaren. Adulte Tiere weisen die Zahnformel I1-3/1, C1oder0/0, P3/3, M1-4/1-4 auf. Einige Arten der Typusform Palorchestes wie P. azael erreichten dabei ein Gewicht von 790 bis 1410 kg, möglicherweise auch bis 2060 kg. Das stammesgeschichtlich ältere Propalorchestes wog dagegen nur rund 155 kg. Die Anatomie der Gliedmaßen lässt vermuten, dass sich die Tiere zum Nahrungserwerb auf den Hinterbeinen aufrichten konnten – eventuell unterstützt durch einen kräftigen Schwanz –, um mit den Vorderfüßen Blätter und Zweige zu ergreifen.

## Systematik
In der Familie Palorchestidae finden sich nur die beiden Gattungen Palorchestes Owen, 1873a und Propalorchestes Murray, 1986. Die Gattung Palorchestes mit ihren fünf Arten Palorchestes azael Owen, 1873a, Palorchestes painei Woodburne, 1967a, Palorchestes parvus De Vis, 1895, Palorchestes selestiae Mackness, 1995 und Palorchestes anulus Black, 1997b existierte vom frühen Miozän bis zum Pleistozän. Die Gattung Propalorchestes mit ihren zwei Arten Propalorchestes novaculacephalus Murray, 1986 und Propalorchestes ponticulus Murray, 1990b existierte hingegen vom späten Oligozän bis zum mittleren Miozän. Die Familie Palorchestidae bildet gemeinsam mit der Familie Diprotodontidae die Überfamilie Diprotodontoidea.